# Quechuas Lamistas
Die Quechuas Lamistas (Spanisch; Quechua: Llakwash) sind eine ethnische Gruppe der Quechua in der Provinz Lamas im peruanischen Departement San Martín. Ihre Sprache ist das Lamas-Quechua, das derzeit allerdings einer zunehmenden Verdrängung durch das Spanische ausgesetzt ist.
Die Quechuas Lamistas betrachten sich traditionell um Nachkommen besiegter Chanka, die vor den Inka in den Urwald flohen. Wahrscheinlich sind sie jedoch das Ergebnis eines Verschmelzungsprozesses mehrerer indigener Völker der Region, von den Spaniern als Motilones bezeichnet, in der spanischen Kolonialzeit.
Nach humangenetischen Untersuchungen von Sandoval u. a. (2016), bei der Gene der Y-Chromosomen und mitochondrialen DNS betrachtet wurden, gibt es die stärkste genetische Verwandtschaft der Quechua Lamistas mit verschiedenen benachbarten, anderssprachigen Ethnien, während nichts auf eine direkte Verwandtschaft mit den chanka-quechuasprachigen Indigenen der Anden von Apurimac, Ayacucho und Huancavelica hindeutet, die nach diesen Untersuchungen aber wiederum untereinander genetisch eng verwandt sind.